# Sabahphrynus
Sabahphrynus là một chi động vật lưỡng cư trong họ Bufonidae, thuộc bộ Anura. Chi này có 2 loài và 50% bị đe dọa hoặc tuyệt chủng.